# 牧田孫太郎
牧田 孫太郎（まきた まごたろう、1880年（明治13年）1月 - 没年不明）は、日本の実業家。

## 人物
福岡県・牧田嘉三郎の長男。山口高等学校を経て、1907年、京都帝国大学経済科を卒業。大阪合同紡績に入社。成宗電鉄創立と共に入社、支配人に就任。1910年、鞍手軽便鉄道に転じる。1913年、日之出生命（現住友生命）に勤務する。
1918年、分家する。1921年、瀬戸内海横断電力創立に当たる。同社常務取締役をつとめる。1925年、広島電気に入り、取締役兼総務部長に進む。1933年、同社監査役。1938年、同社常務取締役に選ばれる。
常務になってからも総務部長を兼務し、技術関係の仕事を除いた一切の社務を切り回す。1942年、中国配電総務部長。島根電力取締役をつとめる。
「着実な事務家」といったタイプの人であるが、経営的手腕も相当なものがある。宗教はキリスト教。趣味は散歩、読書。福岡県在籍で、住所は広島市大手町。

## 家族・親族
牧田家
- 妻・ヤエ（1894年 - ?、福岡士族、大原信義の四女）[1][2][4]
- 子[2][4]